# Sint-Adelbertabdij
De Sint-Adelbertabdij is een benedictijnenabdij in Egmond-Binnen. De overblijfselen van de heilige Adelbert van Egmond rusten onder het altaar van de abdijkerk. Ook de West-Friese graven Dirk II, Aarnout, Dirk III, Dirk IV, Dirk V, Floris I en de Hollandse graaf Floris II werden er begraven.

## Geschiedenis
De Sint-Adelbertabdij is de oudste abdij van Holland, gesticht aan het begin van de 10e eeuw door graaf Dirk I van West-Frisia als houten nonnenklooster. Dirk I schonk het nonnenklooster de bezittingen van de nabijgelegen kerk, die hij 15 juni 922 had gekregen van de West-Frankische koning Karel de Eenvoudige voor de hulp tegen opstandige vazallen. Dirk I liet het lichaam van Adelbert opgraven uit de kerk van Egmond en in het nonnenklooster herbegraven. Volgens de Vita S. Adelberti (985) zou Adelbert zelf de non Wulfsit hiertoe hebben opgedragen.

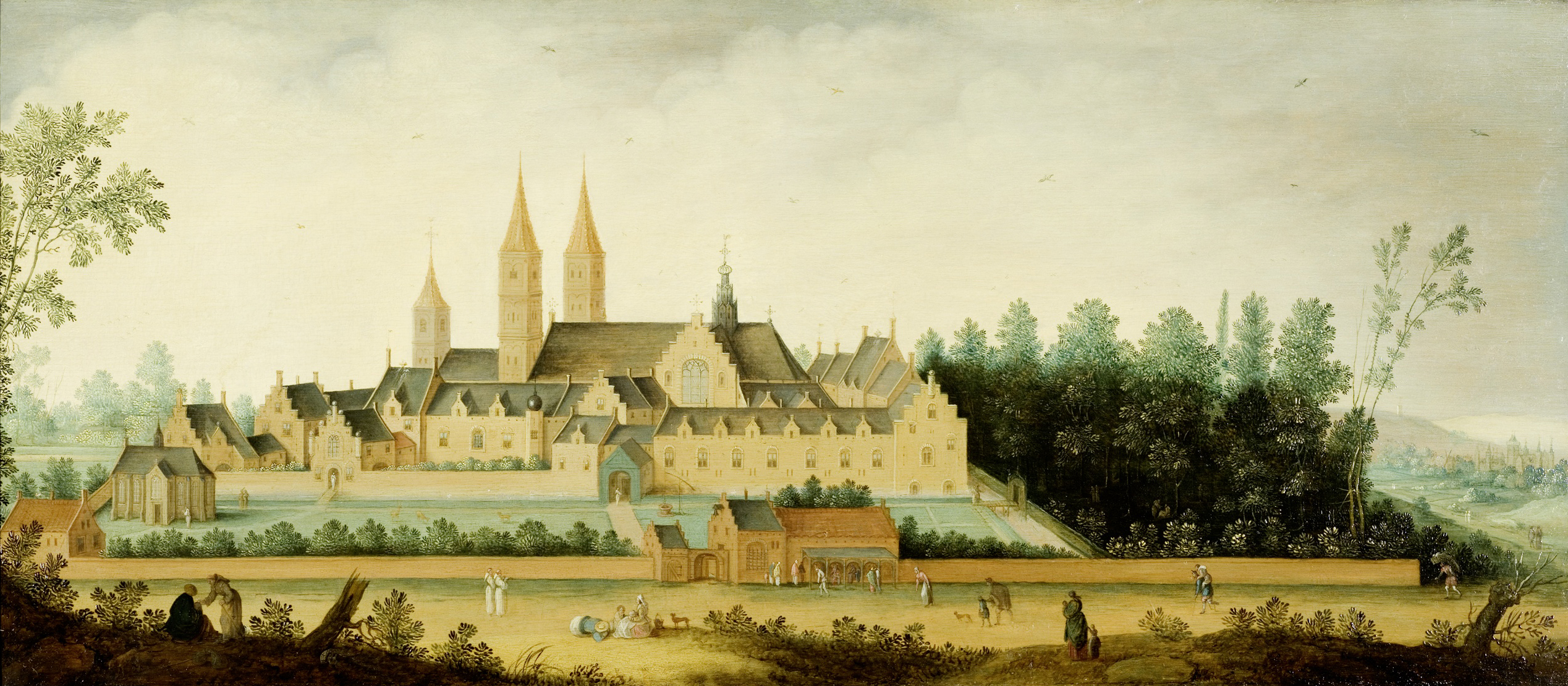
De abdij op een historiserend schilderij van Claes Jacobsz. van der Heck, 1638

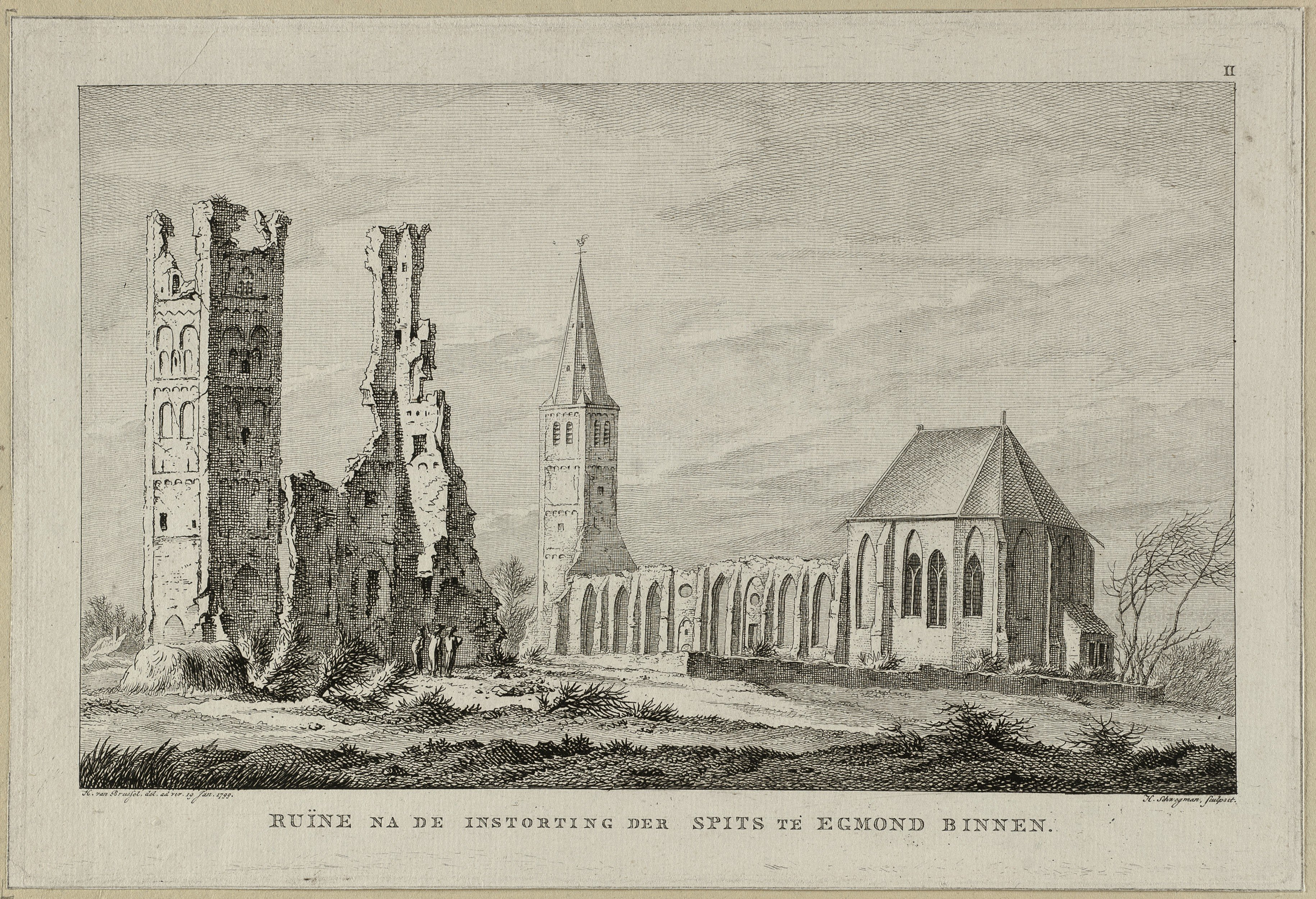
Ruïne van de Sint-Adelbertabdij, 1799

De abdij ontwikkelde zich in de middeleeuwen tot een belangrijk religieus en cultureel centrum in West-Frisia en vervolgens van Holland, met een omvangrijke bibliotheek. Het adellijke huis Egmont is voortgekomen uit de  advocati (voogden) van de abdij. Graaf Dirk II liet het houten nonnenklooster vervangen door een stenen gebouw en monniken overkomen uit de hervormde Sint-Pietersabdij in Gent. Gravin Petronilla van Lotharingen liet na het overlijden van haar echtgenoot Floris II in 1121 het gebouw afbreken en vervangen door een veel grotere kerk. Ze maakte haar kapelaan Ascellinus tot abt. In 1129 was het echter nodig deze abt te vervangen door Wouter uit de Sint-Pietersabdij van Gent, die orde op zaken moest stellen. In 1143 werd het hoofdaltaar van de nieuwe abdijkerk gewijd door de bisschop van Utrecht, in tegenwoordigheid van graaf Dirk VI en zijn vrouw, gravin Sophia.  
In 1573 werd de abdij op bevel van Willem van Oranje verwoest door de watergeuzen onder leiding van Diederik Sonoy. Met de bezittingen van de abdij werd de oprichting van de universiteit van Leiden gefinancierd. De ruïnes, door Jacob van Ruisdael en tal van anderen geschilderd en getekend, werden omstreeks 1800 opgeruimd, kort na het instorten van een van de kerktorens.

## De moderne abdij

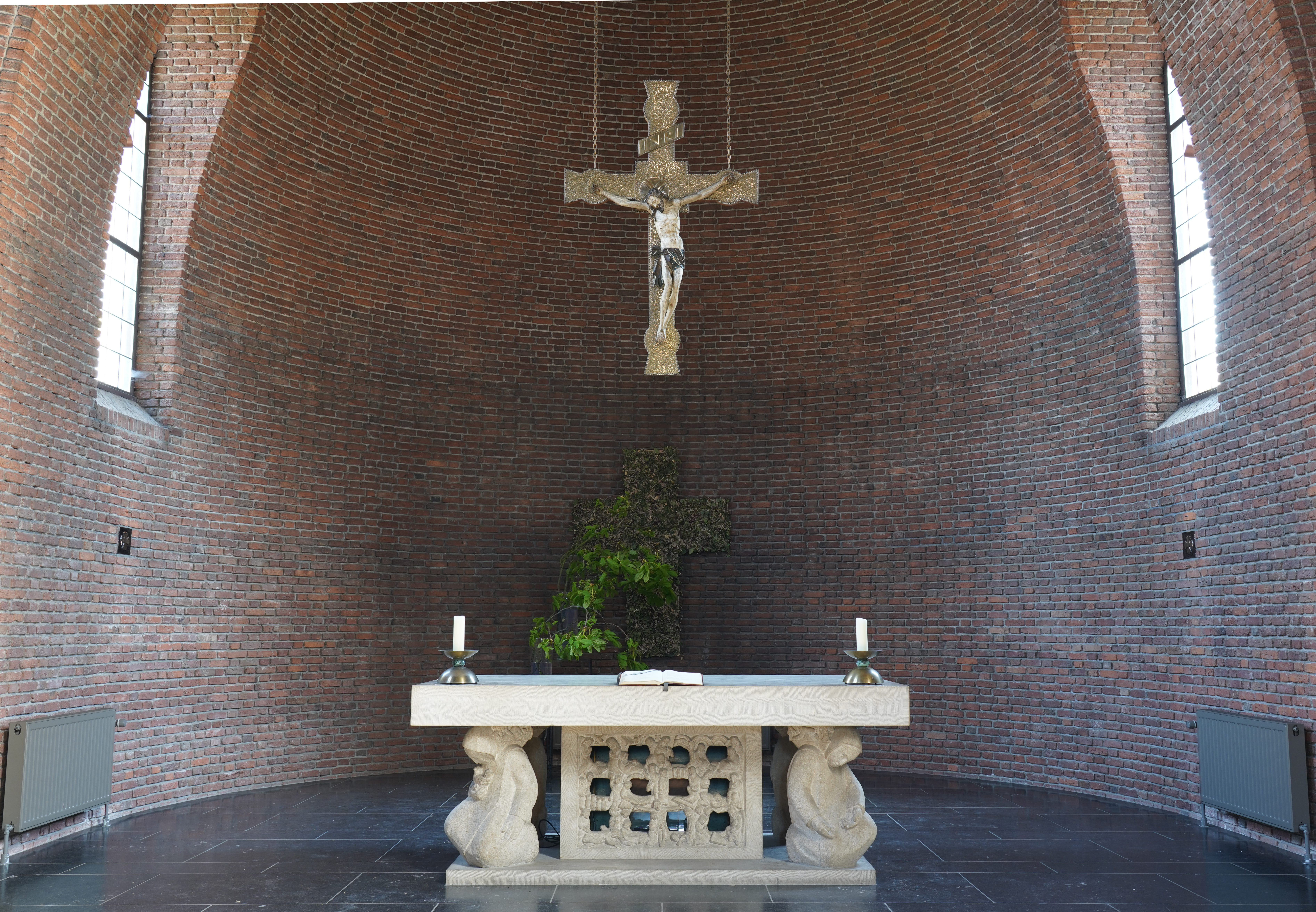
Modern altaar door René van Seumeren

Na de Eerste Wereldoorlog heeft de katholieke politicus jhr. Charles Ruijs de Beerenbrouck zich ingezet voor de heroprichting van de abdij. Hij kreeg de bijnaam "edelman-bedelman" omdat hij overal geld vroeg voor de aanschaf van de grond en de kosten van de nieuwbouw. Zijn acties waren succesvol, want in 1933 ging de bouw van start en op 23 augustus 1935 betrokken de eerste monniken het nieuwe gebouw. Voor de nieuwbouw had de architect A.J. Kropholler een ambitieus plan opgesteld, dat slechts gedeeltelijk werd uitgevoerd.
Op 12 maart 1936 kreeg het nieuwe klooster de status van prioratus simplex ("eenvoudige priorij"). In 1950 volgde de verheffing tot abdij.
Sinds 1945 beschikt de abdij over een ambachtelijke kaarsenmakerij. Deze werd aanvankelijk door de monniken gedreven, maar later namen leken het werk over. In 2016 werd om financieel-economische redenen besloten geen gebruik meer te maken van betaalde medewerkers. Het produceren van kaarsen geschiedt sindsdien door monniken en vrijwilligers.
In hun abdijwinkel wordt onder andere lokaal geproduceerde kaas en bier van Brouwerij Egmond verkocht.
In de periode 1948-1953 werd het gebouw door B.J. Koldewey uitgebreid met een woongedeelte en een kerk. In 1954 werd een nieuw altaar geplaatst, dat was vervaardigd door beeldhouwer René van Seumeren. Het altaar wordt gedragen door vier monniken, die de vier monastieke geloften symboliseren: bezitloosheid (lege handen), ongehuwde staat (duif), gehoorzaamheid (juk) en stabiliteit (klooster).
In de periode 2008-2010 werd een ingrijpende verbouwing van het Koldeweij-gedeelte doorgevoerd door architect Toon Oomen, die tevens het ontwerp van een nieuwe porterie (in Bossche-schoolstijl) voor zijn rekening nam.
De huidige abt is Thijs Ketelaars (gekozen 22-6-2020, abtszegening 24-6-2020)

## Religieus en kunsthistorisch erfgoed

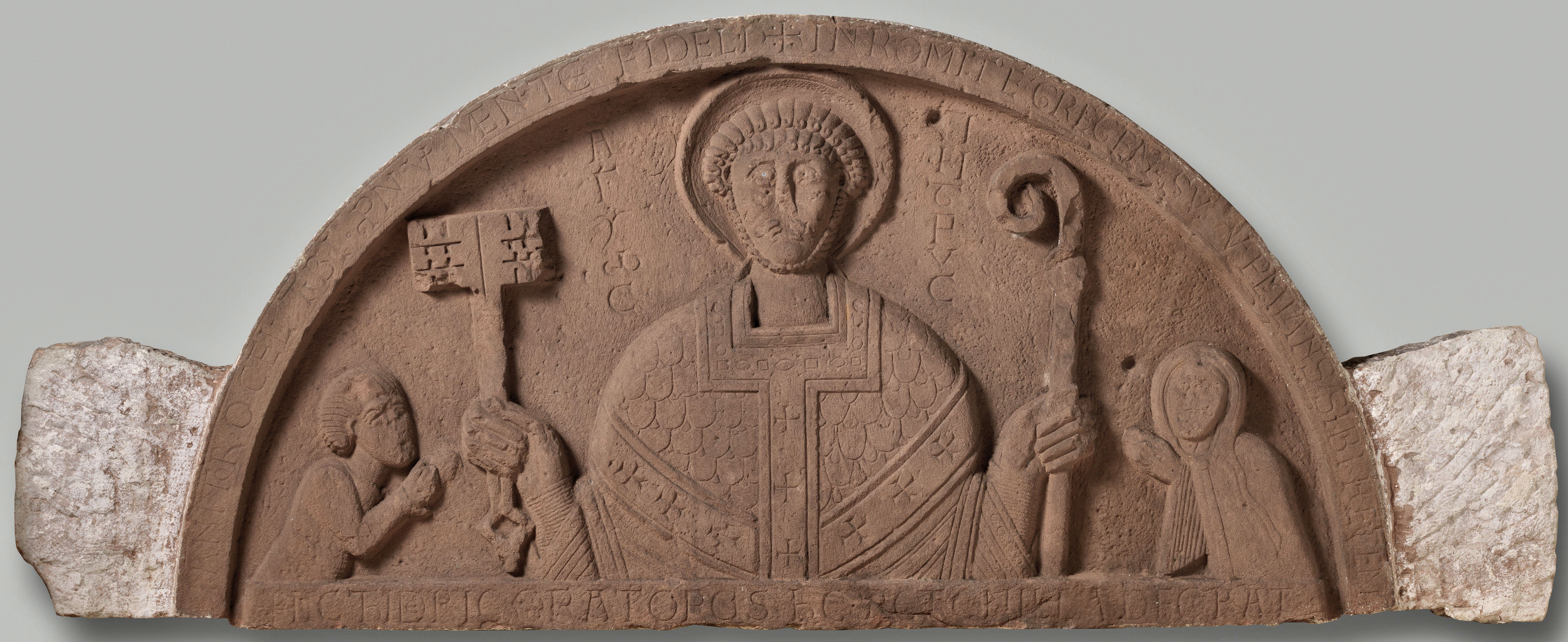
12e-eeuws Timpaan van Egmond, geschonken door Dirk VI van Holland (Rijksmuseum Amsterdam)

De abdij heeft een uitgebreide collectie relieken. Tijdens de verwoesting van de (oude) abdij in 1573 zijn deze in veiligheid gebracht bij de bisschop van Haarlem. De abdij heeft relieken van onder andere Adelbert van Egmond, Willibrord, Benedictus van Nursia en Nicolaas van Myra.
Het negende-eeuwse Evangeliarium van Egmond werd meer dan zeshonderd jaar in de Egmondse abdij gebruikt en bevindt zich nu in de Koninklijke Bibliotheek in Den Haag. Daar bevindt zich ook een 12e-eeuwse boekband met ivoorsnijwerk. Het 12e-eeuwse manuscript Epistolae Pauli cum argumentis (brieven van Paulus met commentaar) is eveneens afkomstig uit de Sint-Adelbertabdij. Voor de vernietiging van 1573 werd het overgebracht naar de stadsbibliotheek in Utrecht. Tegenwoordig wordt het bewaard in de Universiteitsbibliotheek Utrecht onder de naam Handschrift 34.
Het 12e-eeuwse Timpaan van Egmond, dat zich boven het portaal in de westfaçade van de abdijkerk bevond, bleef bij de sloop omstreeks 1800 bewaard en bevindt zich sinds 1842 in de collectie van het Rijksmuseum Amsterdam. Het behoort tot de weinige voorbeelden van romaanse beeldhouwkunst uit de noordelijke Nederlanden. Een voorbeeld van gotische edelsmeedkunst uit deze regio is de 14e-eeuwse abtstaf van de abdij van Egmond, tegenwoordig in het Museum Catharijneconvent in Utrecht.

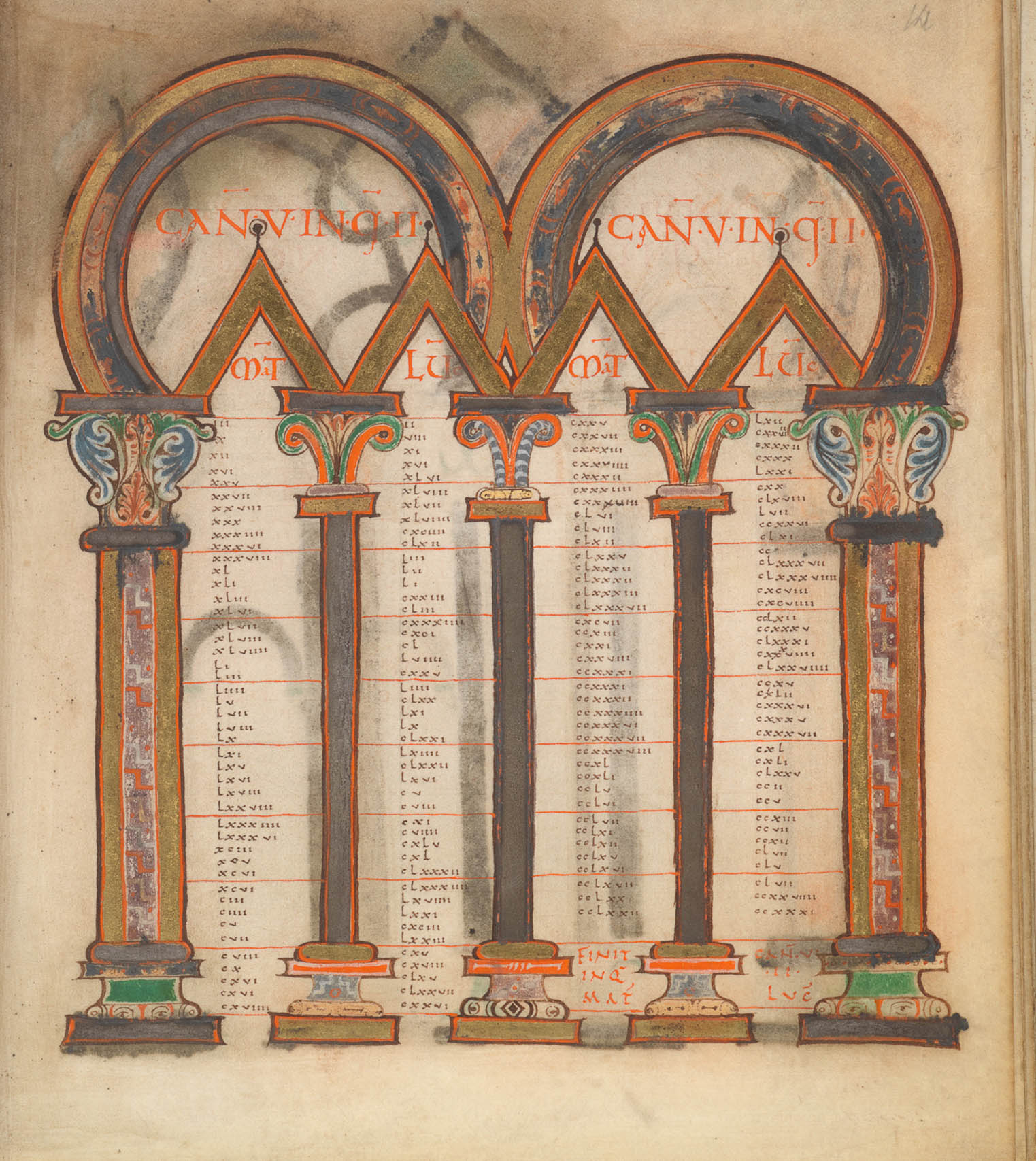
Canontafel uit het Evangeliarium van Egmond, ca. 900 (KB, Den Haag)
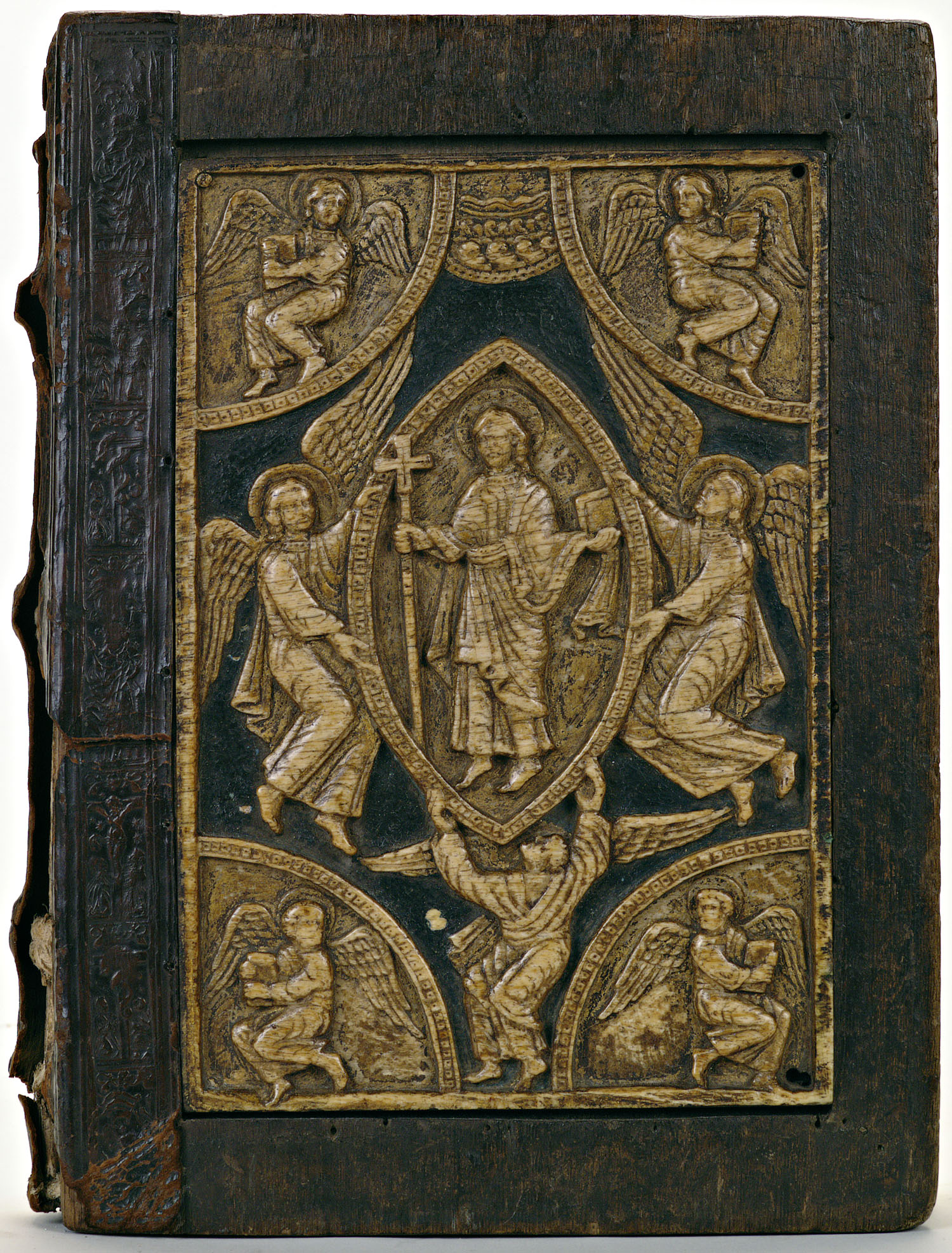
Boekband met ivoren reliëf, 12e eeuw (KB, Den Haag)
Abtsstaf van de abdij te Egmond, ca. 1335 (Catharijneconvent, Utrecht)
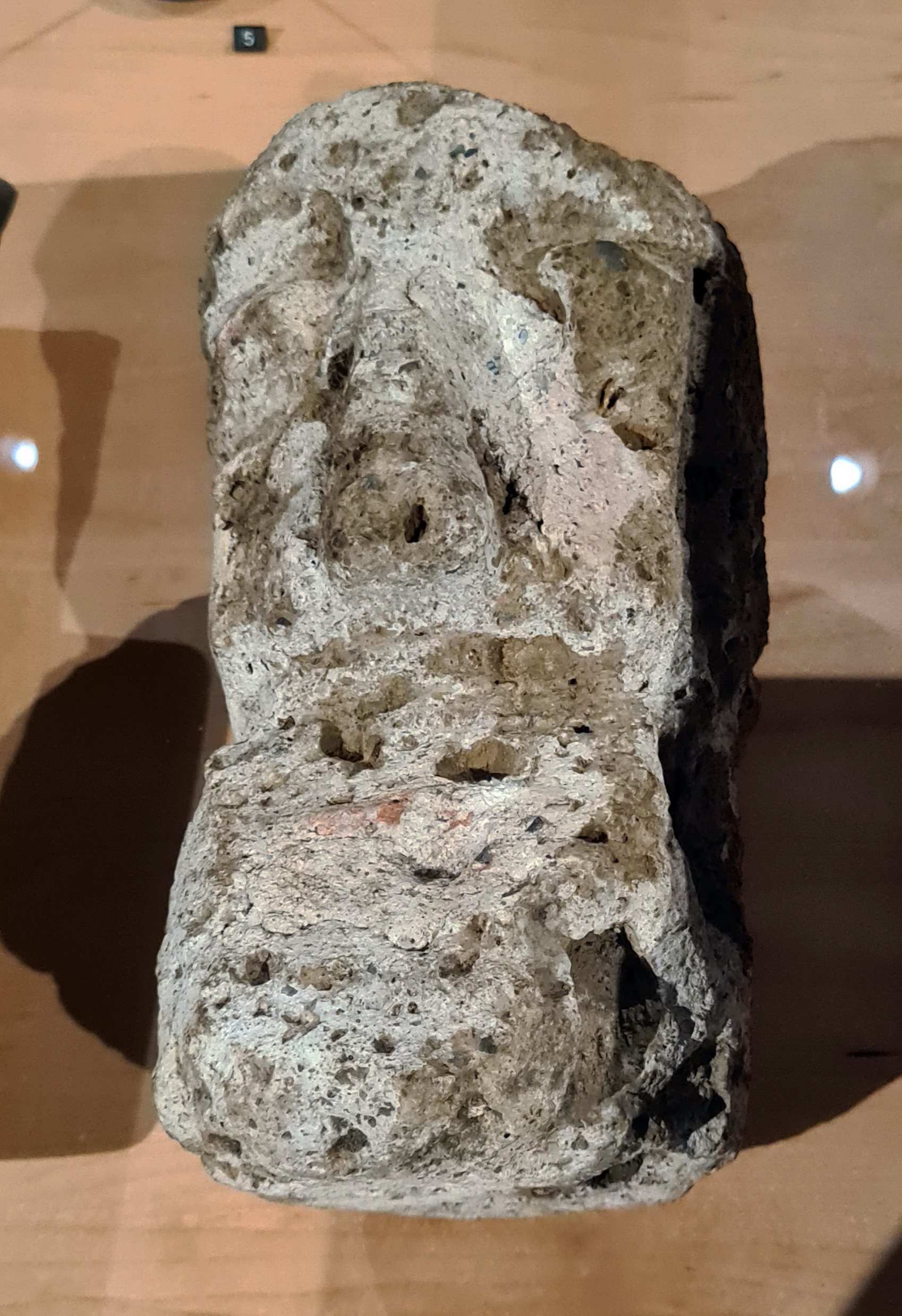
Sterk verweerd kapiteel, 11e eeuw (collectie Abdij van Egmond)

## Trivia
- De abdij komt voor in het lied Het Land van Maas en Waal van Lennaert Nijgh, dat gezongen werd door Boudewijn De Groot.
- Tim Hogenbosch en Henri Bontenbal verbleven voor het tv-programma Kloostergasten in de abdij.

## Publicaties
- J. Hof, De Abdij van Egmond van de aanvang tot 1573 (Den Haag-Haarlem 1973)
- J.J. Huijben: De abdij van Egmond en haar historische beteekenis. Egmond-Binnen, 1940 (3e druk: 1943)